# Scopifera antorides
Scopifera antorides là một loài bướm đêm trong họ Noctuidae.